# Sciodrepoides watsoni
Sciodrepoides watsoni är en skalbaggsart som först beskrevs av Spence 1815.  Sciodrepoides watsoni ingår i släktet Sciodrepoides, och familjen mycelbaggar. Arten är reproducerande i Sverige.